# Гайнц фон Рандов
Гайнц Фрідріх фон Рандов (нім. Heinz Friedrich von Randow; 15 листопада 1890, Граммов, Німецька імперія — 21 грудня 1942, Сирт, Лівія) — німецький воєначальник, генерал-лейтенант вермахту. Кавалер Німецького хреста в золоті.

## Біографія
Представник знатного мекленбурзького роду. 17 червня 1910 року вступив в Прусську армію. Учасник Першої світової війни. Після демобілізації армії залишений в рейхсвері. В 1938 році призначений командиром 13-го кавалерійського полку. Учасник Польської кампанії. З 26 жовтня 1939 року — командир 26-го піхотного полку. Учасник Французької кампанії. В 1941 році призначений командиром 2-ї кінної бригади 1-ї кавалерійської дивізії. Учасник Німецько-радянської війни. З квітня 1942 року — командир 17-ї стрілецької бригади 17-ї танкової дивізії. З 15 липня по 25 серпня 1942 року — командир 15-ї, з 18 вересня 1942 року — 21-ї танкової дивізії. Підірвався на міні. Похований на німецькому військовому цвинтарі в Тобруці.

## Сім'я
24 травня 1933 року одружився з 22-річною Елізабет фон Трота. В пари народились 3 дітей:
- Клаус-Гайнц Густав Ебергард (13 лютого 1934)
- Фолльрат Йобст Крістіан Фрідріх Вільгельм (6 травня 1937)
- Кріста-Елізабет Анна Ірмгард (16 жовтня 1942)

## Нагороди
- Залізний хрест 2-го і 1-го класу
- Ганзейський Хрест (Гамбург)
- Хрест «За військові заслуги» (Мекленбург-Шверін) 2-го і 1-го класу
- Почесний хрест ветерана війни з мечами
- Медаль «За вислугу років у Вермахті» 4-го, 3-го, 2-го і 1-го класу (25 років)
- Застібка до Залізного хреста 2-го і 1-го класу
- Нагрудний знак «За танкову атаку»
- Німецький хрест в золоті (19 грудня 1941)
- Нарукавна стрічка «Африка» (посмертно)